# Stenomacrus pygmaeus
Stenomacrus pygmaeus là một loài tò vò trong họ Ichneumonidae.